# Równina Nowogardzka
Równina Nowogardzka (313.32) – mezoregion fizycznogeograficzny w północno-zachodniej Polsce, będący częścią Pobrzeża Szczecińskiego, w województwie zachodniopomorskim. Głównym miastem jest Nowogard, od którego mezoregion wziął swoją nazwę.

## Charakterystyka
Równina Nowogardzka reprezentuje krajobraz wysoczyzny morenowej, zbudowanej z osadów lodowcowych (głównie morena denna). Licznie występują tutaj pagórki i wały morenowe, głównie drumliny i ozy. W środkowej części skupisko jezior, m.in. Jezioro Lechickie, Jezioro Parlińskie, Jezioro Nowogardzkie, Jezioro Łęczyckie i Piaszno. Najwyższe wzniesienia osiągają ok. 90 m n.p.m. Teren równiny przecina kilka niewielkich rzek: Gowienica, Sąpólna, Krąpiel oraz duża Rega. Znajdują się tutaj niewielkie kompleksy leśne (głównie lasy mieszane), porozrzucane po, stanowiących większość w tej części regionu, polach uprawnych. Gleby bielicowe i płowe. Uprawia się tutaj głównie żyto, ziemniaki, jęczmień, pszenicę, owies.
Równina obejmuje swoim zasięgiem tereny gmin: Stargard, Marianowo, Stara Dąbrowa, Maszewo, Dobra Nowogardzka, Osina, Goleniów, Nowogard, Radowo Małe, Płoty, Resko. Największe miasta lub miejscowości leżące na jej terenie lub na skraju to (od południa): Stargard (wschodnia część miasta), Stara Dąbrowa, Maszewo, Jenikowo, Mosty, Osina, Wyszomierz, Nowogard, Żabowo, Płoty, Resko, Błotno.
Przez teren równiny przebiegają m.in. Droga krajowa nr 6, Droga wojewódzka nr 106 i Linia kolejowa nr 402.

## Ochrona przyrody
- Rezerwat przyrody Ozy Kiczarowskie
- Rezerwat przyrody Gogolewo
- Rezerwat przyrody Wrzosowisko Sowno
- Rezerwat przyrody Mszar koło Starej Dobrzycy
- Rezerwat przyrody Krzywicki Mszar
- Rezerwat przyrody Wrzosiec

## Turystyka
Tereny pagórkowate, w większości rolnicze, obfitujące w zabytki kultury (kościoły, zespoły miejskie Nowogardu i Maszewa). Większe tereny leśne w północnej części. Obszar predysponowany do rozwoju turystyki rowerowej i konnej. Na Redze spływy kajakowe.

### Szlaki turystyczne
- Szlak rowerowy „Równina Nowogardzka”
- Szlak rowerowy „Gryfland – Żółty”
- [proj.] Szlak Równiny Nowogardzkiej (Goleniów – Imno/Mosty – Danowo – Maszewo – Maciejewo – Osina – J.Nowogardzkie – Nowogard)
- [proj.] Szlak Doliny Regi (Łobez – ... – Resko – Taczały – Płoty – Gryfice – Trzebiatów)
- [proj.] Szlak Pojezierza Parlińskiego (Stargard – Kiczarowo – J.Piaszno – Łęczyca – J. Parlinskie – Maszewo)
- [proj.] Szlak Równiny Goleniowskiej (Goleniów – Bolechowo – Stawno – Danowo – Imno/Mosty – Burowo – Bodzęcin – Niewiadowo – Łożnica – Błotno – Unibórz – Golczewo)